# Antonov Airlines
Antonov Airlines è una compagnia aerea cargo basata all'aeroporto di Kiev-Gostomel' (GML) a Kiev, in Ucraina e di proprietà della Antonov.

## Storia
La Antonov Airlines nasce nell'aprile 1989 come compagnia cargo ed è direttamente controllata dalla azienda produttrice di aerei Antonov, ancora legalmente designata Antonov Design Bureau.

## Flotta Antonov Airlines

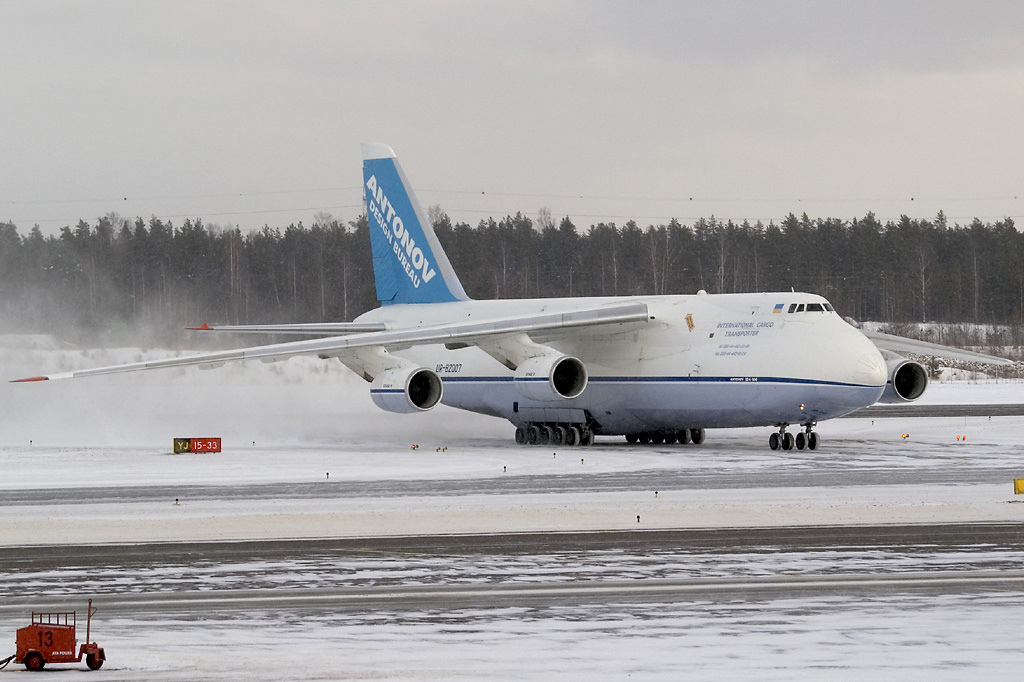
Un Antonov An-124-100 dell'Antonov Design Bureau

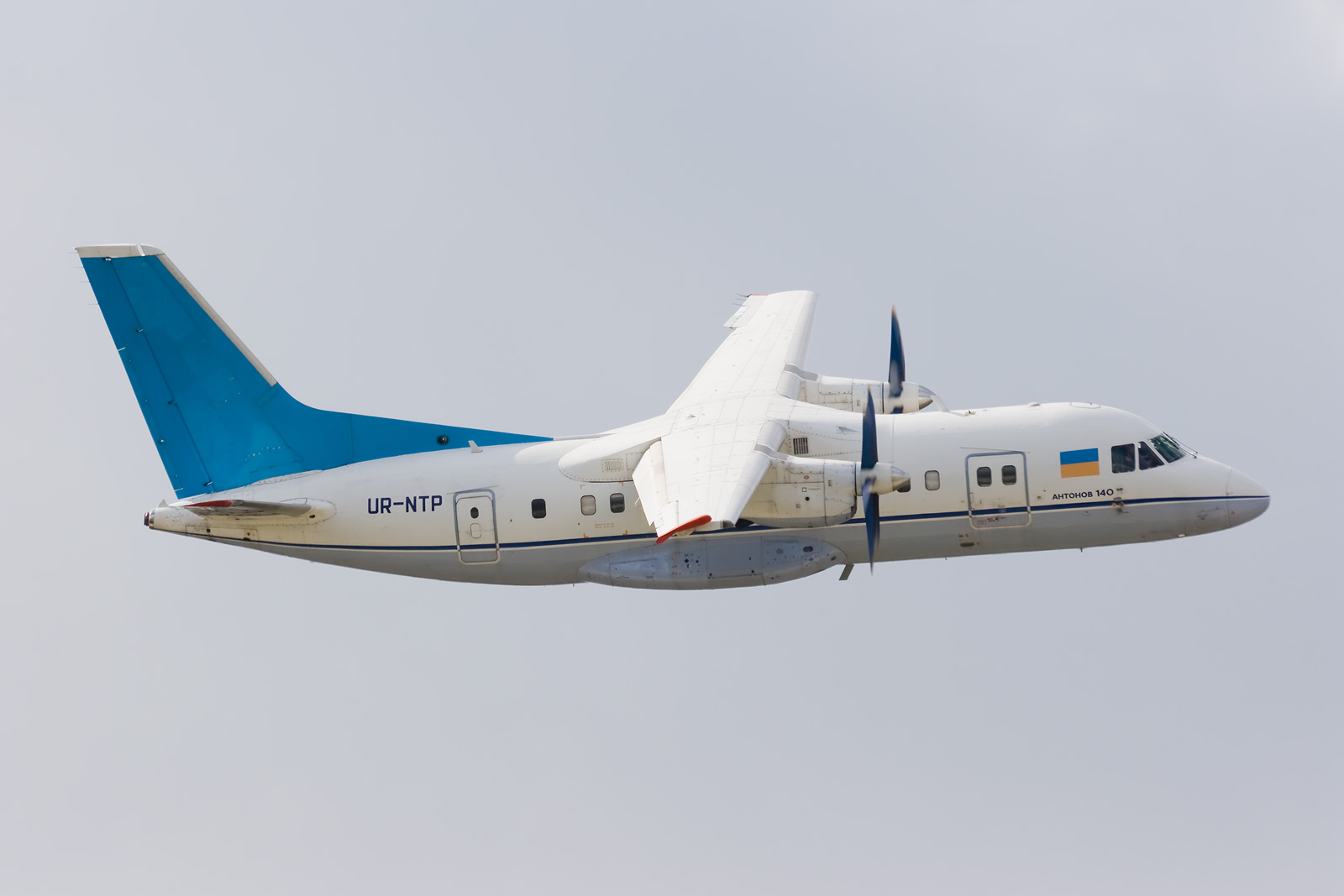
Un Antonov An-140 dell'Antonov Design Bureau

- 7 Antonov An-124M/K/U[1][2]
- 1 Antonov An-26
- 1 Antonov An-22[1][2]
- 1 Antonov An-24
- 2 Antonov An-12

## Flotta Antonov Design Bureau
- 1 Antonov An-148
- 3 Antonov An-140
- 1 Antonov An-124M-150[1]
- 1 Antonov An-74T
- 1 Antonov An-70

## Flotta storica
- Antonov An-3
- Antonov An-32
- Antonov An-28
- Antonov An-225[1][2](distrutto nel 2022)